# Rhizaria
Rhizaria è un gruppo di organismi eucarioti nella grande maggioranza unicellulari. Comprende molte specie dalla morfologia differente ma la maggior parte con aspetto ameboide. Quasi tutti posseggono mitocondri provvisti di creste mitocondriali tubulari.
Ad eccezione dei Chlorarachniophyte e di tre specie del genere Paulinella nel phylum Cercozoa, non sono fotosintetiche, ma molti foraminiferi e radiolari hanno una relazione simbiotica con alghe unicellulari fotosintetiche.  È stata anche descritta una forma pluricellulare, Guttulinopsis vulgaris, un mixomicete.
Questo supergruppo è stato proposto da Cavalier-Smith nel 2002. Essendo accomunati principalmente sulla base di sequenze di DNA ribosomiale, variano notevolmente nella forma, non avendo chiari caratteri morfologici distintivi (sinapomorfie). Per la maggior parte sono amoeboidi con pseudopodi filosi, reticolati o microtubulari. Molti producono conchiglie o scheletri, che possono essere piuttosto complessi nella struttura, e questi costituiscono la stragrande maggioranza dei rhizaria fossili.

## Gruppi
Gli organismi appartenenti ai Rhizaria si possono raggruppare in tre gruppi:
- Cercozoa - organismi unicellulari ameboidi comuni nei suoli
- Foraminifera - organismi unicellualari ameboidi comuni nel benthos marino
- Radiolaria - organismi unicellualari ameboidi comuni nel plancton marino